# Markstay-Warren
Markstay-Warren es un municipio canadiense situado en la provincia de Ontario.

## Superficie
Markstay-Warren tiene una superficie de 505,92 km².

## Demografía
En 2021, tenía 2708 habitantes, una densidad poblacional de 5,4 hab./km², y 1199 viviendas.